# Chlidonia japonica
Chlidonia japonica is een mosdiertjessoort uit de familie van de Chlidoniidae. De wetenschappelijke naam van de soort is voor het eerst geldig gepubliceerd in 1964 door Mawatari.